# Sergio Llull
Sergio Llull Melià (ur. 15 listopada 1987 w Maó) – hiszpański koszykarz, grający na pozycjach rozgrywającego lub rzucającego obrońcy, reprezentant kraju, obecnie zawodnik Realu Madryt.

## Kariera klubowa
Llull koszykarską karierę rozpoczynał w swoim rodzinnym klubie, La Salle Maò. Następnie odszedł do Unió Manresana, gdzie jego kariera zaczynała nabierać tempa. W 2005, podpisał swój pierwszy profesjonalny kontakt z Bàsquet Manresa. Z racji młodego wieku i niewielkiego doświadczenia został wypożyczony na jeden sezon do Finques Olesa. Po powrocie do Manresy, Sergio rozegrał wspaniały sezon, co zaowocowało przejściem do Realu Madryt. 
W 2009 roku został wybrany w drafcie z numerem 34 przez Denver Nuggets. Ogromne zainteresowanie zawodnikiem wyraziło także Houston Rockets, jednak ostatecznie zawodnik pozostał w stolicy Hiszpanii. 

## Kariera reprezentacyjna
Sergio przebrnął przez wiele kategorii juniorskich w reprezentacji Hiszpanii, przyczyniając się do wielkich sukcesów swojego kraju na arenie międzynarodowej. W 2004 roku, wraz z kadrą U-18 zdobył złoty medal na Mistrzostwach Europy w Chorwacji. 3 lata później wywalczył srebrny medal na Mistrzostwach Świata U-20, które rozgrywane były w Słowenii i we Włoszech. Na Mistrzostwach Europy, rozgrywanych w Polsce w 2009 roku, a także dwa lata później na Litwie, Hiszpanie zdominowali kontynentalne rozgrywki, zdobywając 2-krotnie złote medale, potwierdzając swoją europejską dominację na początku XXI wieku. Llull z kadrą narodową zdobył także srebrny medal na IO 2012 w Londynie. W 2013 roku do swojego bogatego dorobku medalowego, dołożył także brąz za Mistrzostwach Europy w Słowenii. 

## Osiągnięcia

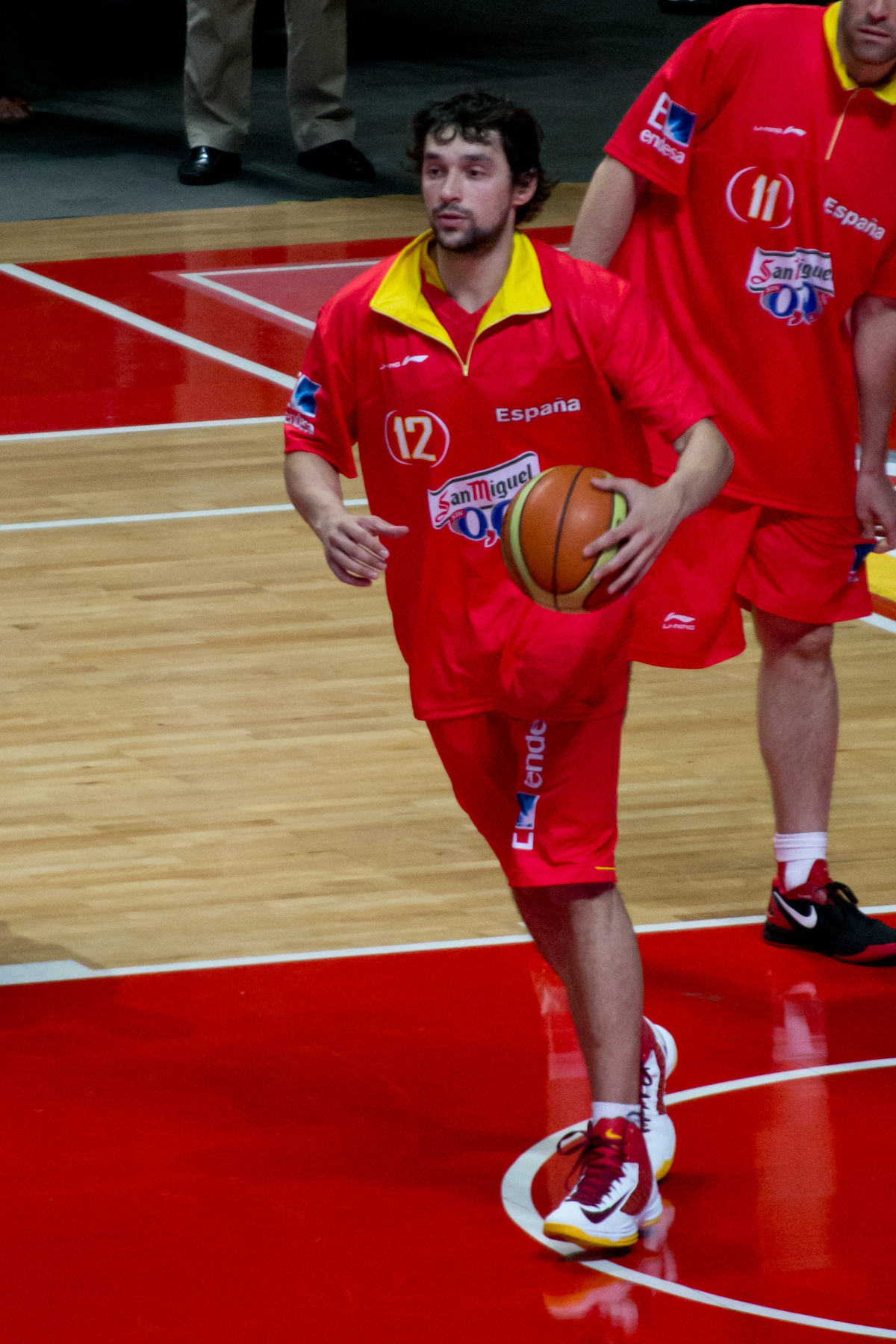
Llull w barwach kadry Hiszpanii (2012).

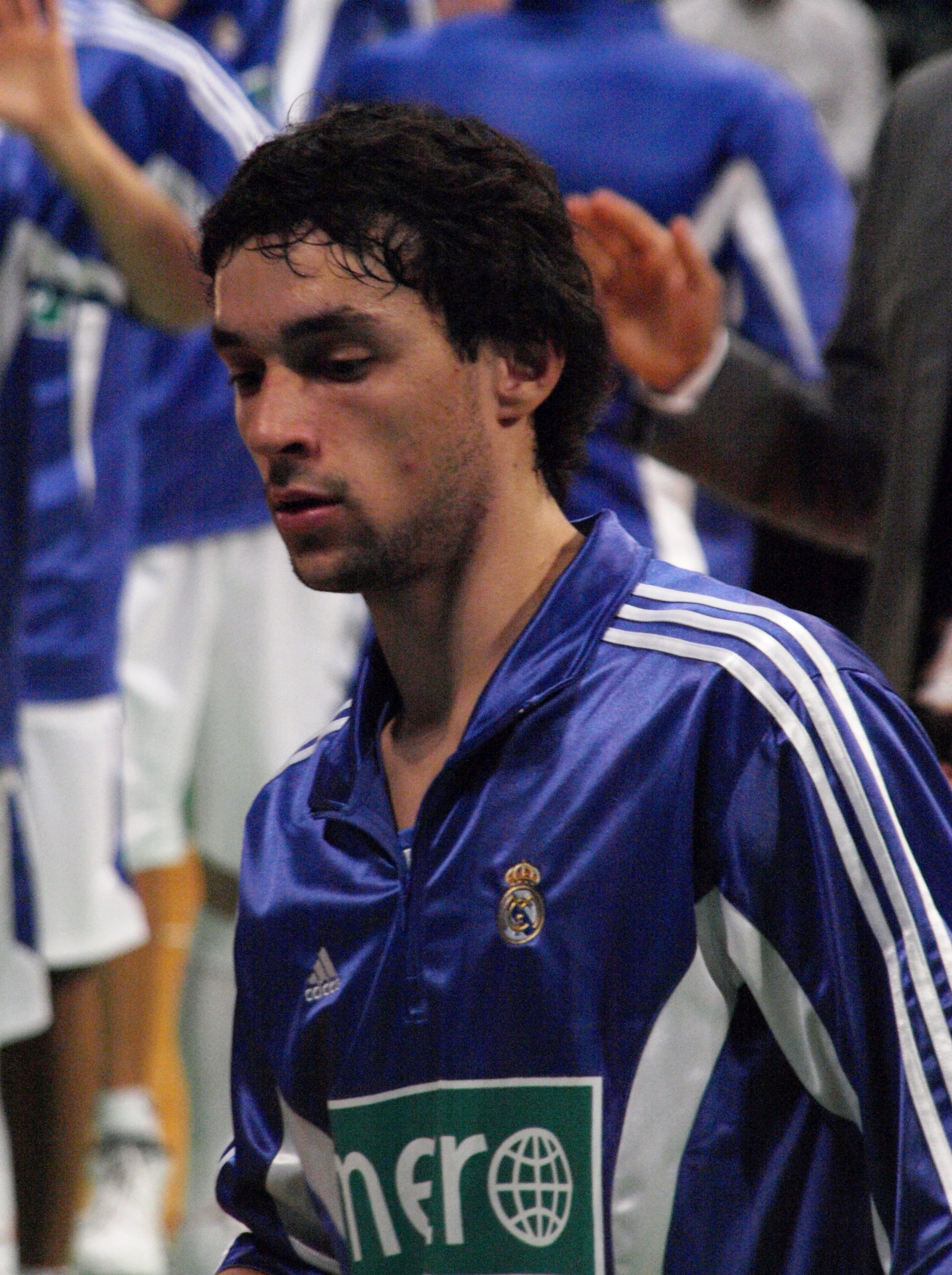
Llull w barwach Realu Madryt.

Stan na 14 września 2023, na podstawie, o ile nie zaznaczono inaczej.

### Drużynowe
- Mistrz:
  - Euroligi (2015, 2018, 2023)
  - Hiszpanii (2007, 2013, 2015, 2018, 2019, 2020)
- Wicemistrz Hiszpanii (2017, 2021)
- Zdobywca:
  - pucharu:
    - Interkontynentalnego FIBA (2015)
    - Hiszpanii (2012, 2014, 2016[5], 2017, 2020)

  - Superpucharu Hiszpanii (2012–2014, 2018–2022)
- 3. miejsce w:
  - Eurolidze (2019)
  - superpucharze Hiszpanii (2017)
- 4. miejsce w Eurolidze (2017)
- Finalista Pucharu Hiszpanii (2018, 2019, 2021)
- Awans do ACB (2007)

### Indywidualnie
- MVP:
  - Euroligi (2017)
  - Interkontynentalnego Pucharu FIBA (2015)
  - Ligi Endesa (2017)
  - finałów ACB (2015, 2016)
  - pucharu Hiszpanii (2012, 2017)
  - Superpucharu Hiszpanii (2014, 2018, 2021)
- Zaliczony do: 
  - I składu:
    - ACB (2012, 2015, 2017)
    - Euroligi (2017)
    - defensywnego ACB (2010)

  - II składu:
    - Euroligi (2011)
    - ACB/Ligi Endesa (2014, 2019)

  - składu dekady Euroligi 2010–2020 (2020)[6]
- Finalista konkursu wsadów ligi ACB (2010)

### Reprezentacja
- Mistrz:
  - Europy (2009, 2011, 2015)
  - Europy U-18 (2004)
- Wicemistrz:
  - olimpijski (2012)
  - Europy U-20 (2007)
- Brązowy medalista:
  - mistrzostw Europy (2013)
  - olimpijski (2016)[7]
- Uczestnik mistrzostw świata (2010 – 6. miejsce, 2014 – 5. miejsce, 2023 – 9. miejsce[8])